# Instituto Luis Vives
El Instituto Luis Vives de la Ciudad de México es un centro docente multicultural «integrado a la cultura mexicana, fiel a sus raíces republicanas y españolas». Fue fundado en 1939 por iniciativa del doctor José Puche en la capital mexicana como institución cultural educativa de la España exiliada por el franquismo, siguiendo el modelo pedagógico de la Institución Libre de Enseñanza (ILE). El Luis Vives del siglo xxi continúa su actividad educativa respetando el espíritu fundacional.

## Historia
Fundado en agosto de 1939, y nacido como centro que absorbiera y diera trabajo a los numerosos maestros y maestras exiliados, así como para dar continuidad en el exilio mexicano a los huérfanos e hijos de las familias expatriadas en ese país de acogida –uno de los pocos comprometidos con la dignidad de la causa Republicana–, su organización inicial corrió a cargo del Servicio de Evacuación de los Republicanos Españoles (SERE).
La inauguración oficial se hizo el 7 de enero de 1940, en su primer local de la calle de Arquímedes, impartiendo allí las clases de primaria (que en 1942 se trasladaron a la esquina de Dinamarca con Chapultepec, y luego ya a Gómez Farias), mientras que las de secundaria y preparatoria se daban en un edificio porfiriano de la calle Gómez Farias, n.º 40.
De entre sus fundadores e histórico claustro pueden recordarse los nombres de Enrique Jiménez (director en 1941), Rubén Landa (director entre 1942-1947),Joaquín Xirau Palau, Francisco Barnés Salinas, Elena Verdes Montenegro, Agustín Millares Carlo y Pedro Carrasco Garrorena, presidente del patronato inicial; o de alumnos como Neus Espresate Xirau, Ricardo Cayuela Gally y o Enrique Monedero López, luego director del Luis Vives.

## Pedagogía
La línea docente del centro, desde su fundación, explica que «no tiene como misión el formar “sabios” ni “atletas” sino hombres dignos de serlo, mediante una educación integral sólida: científica y humanística». Y añade su voluntad de «dar las bases necesarias para formar ciudadanos conscientes de su entorno, sin dejar de ser pensantes y críticos, tolerantes ante las diferencias y capaces de crear una estructura personal de valores universales concebidos desde el respeto y el análisis». En sus cuatro puntos cardinales se lee una propuesta de convivencia, respeto, tolerancia y solidaridad.